# Onze-Lieve-Vrouw-van-Lourdeskapel (Sint-Maria-Lierde)

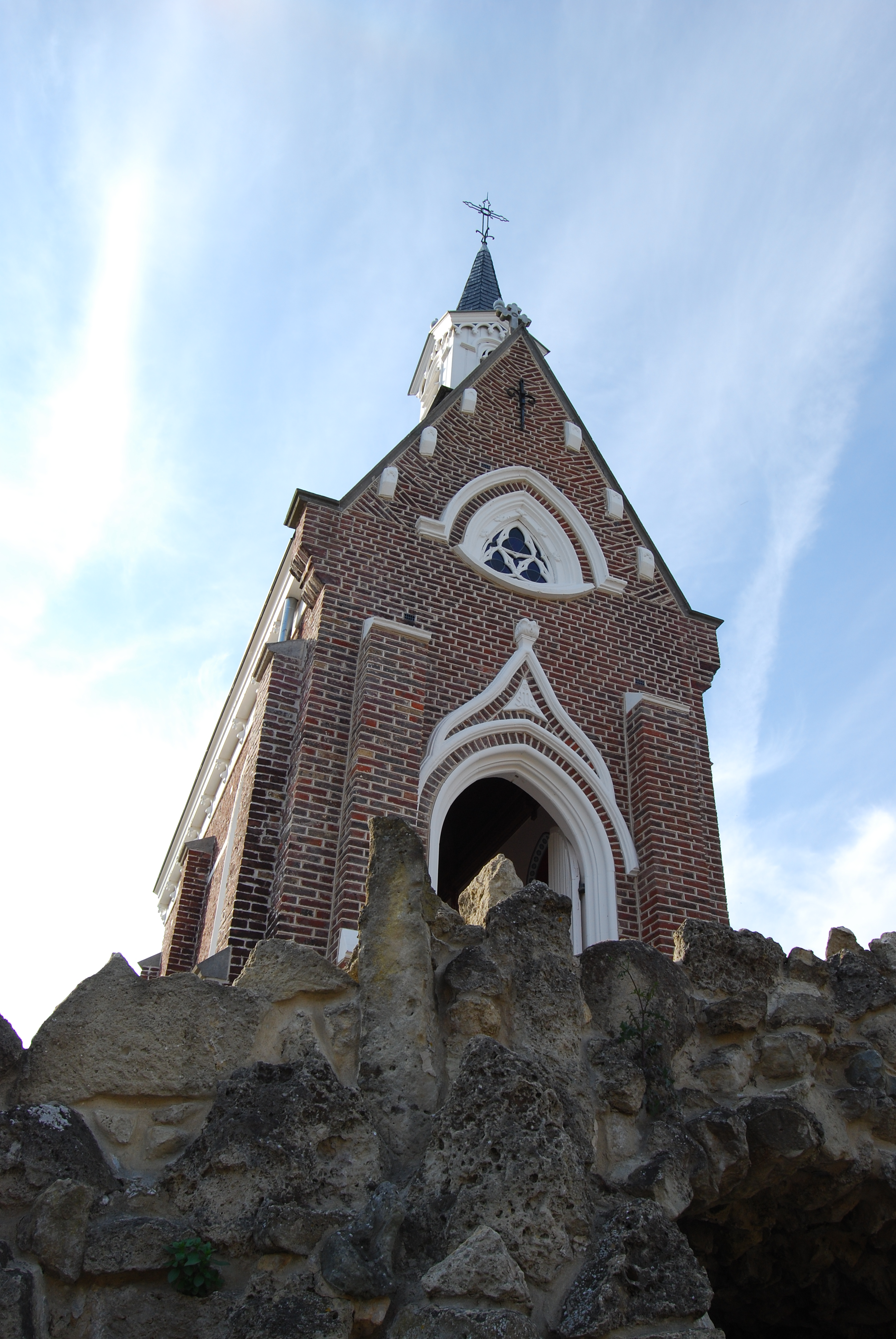
Onze-Lieve-Vrouw-van-Lourdeskapel

De Onze-Lieve-Vrouw-van-Lourdeskapel is een kapel in de tot de Oost-Vlaamse gemeente Lierde behorende plaats Sint-Maria-Lierde, gelegen aan de Kapellestraat.

## Geschiedenis
Deze kapel werd, uit dankbaarheid voor een verkregen gunst, gebouwd in 1863 in opdracht van Remi De Vulder, die toen burgemeester was, en wordt daarom ook wel Vulderskapelleke genoemd.
Spoedig werd de kapel het doel van processies. De kapel stond aanvankelijk op een flink stuk grond waarop zich ook bidbanken en een ommegang bevonden. Later werd de kapel niet meer onderhouden en raakte in verval. De grond met de bidbanken en de ommegang werd verkaveld.

## Gebouw
Het betreft een bakstenen neogotische kapel die twee verdiepingen telt. De bovenste verdieping is de eigenlijke kapel. De benedenste verdieping wordt betreden via een opening in een kunstmatige grot en is een lage gebedsruimte die betegeld is.
De kapel is gebouwd in baksteen en heeft een driezijdig afgesloten koor. Op het dak bevindt zich een open dakruiter met achtzijdige spits. Het hoofdaltaar en de lambrisering werden uit de kapel verwijderd. Wel staat er een Mariabeeld op de plaats van het voormalige altaar.